# Paraleptopecten biolleyi
Paraleptopecten biolleyi is een tweekleppigensoort uit de familie van de Pectinidae. De wetenschappelijke naam van de soort is voor het eerst geldig gepubliceerd in 1946 door Hertlein & Strong.